# Норт, Дадли
Сэр Дадли Норт (или Норс; англ. Sir Dudley North; 16 мая 1641, Вестминстер — 31 декабря 1691, Лондон) — английский экономист, представитель меркантилистского направления в экономической науке.
Сын Дадли Норта, 4-го барона Норт. Некоторое время жил в Турции. Был шерифом в Лондоне, затем являлся членом комиссии по взиманию таможенных пошлин. Входит в список «ста великих экономистов до Кейнса» по версии М. Блауга.

## Основные произведения
«Рассуждения о торговле: особливо касательно процента, монетной системы, сокращения и увеличения денег» (Discourses Upon Trade: Principally Directed to the Case of the Interest, Coynage, Clipping, Increase of Money, 1691).